# 200 meter ryggsim för herrar i simning vid olympiska sommarspelen 2004
Sammanställda resultaten för 200 meter ryggsim, herrar vid de Olympiska sommarspelen 2004.

## Rekord
| Världsrekord                      | Aaron Peirsol (USA)    | Long Beach, USA    | 1.54,74 | 12 juli 2004      |
| Tidigare olympiskt rekord         | Lenny Krazelburg (USA) | Sydney, Australien | 1.56,76 | 21 september 2000 |
| Nytt olympiskt rekord (Semifinal) | Aaron Peirsol (USA)    | Aten, Grekland     | 1.55,14 | 18 augusti 2004   |
| Nytt olympiskt rekord (Final)     | Aaron Peirsol (USA)    | Aten, Grekland     | 1.54,95 | 19 augusti 2004   |

## Medaljörer
| Guld:              | Silver:                 | Brons:                  |
| Aaron Peirsol, USA | Markus Rogan, Österrike | Razvan Florea, Rumänien |

## Att notera
Aaron Peirsol nådde kaklet först, men diskvalificerades för att ha simmat längre än 15 meter under vattnet i samband med en vändning. Beslutet överklagades och Peirsol återfick sin förstaplats med guldmedalj och nytt olympiskt rekord. Enligt besked från den brittiska lagledningen ämnar man överklaga detta beslut i en högre instans, för att den brittiske simmaren James Goddard, placerad på fjärde plats, därigenom skall få en bronsmedalj.

## Resultat
Från de 5 kvalheaten gick de 16 snabbaste vidare till semifinalfinal.
Från de två semifinalerna gick de 8 snabbaste till final.
Alla tider visas i minuter och sekunder.

Q kvalificerad till nästa omgång

DNS startade inte.

DSQ markerar diskvalificerad eller utesluten.

### Kval

#### Heat 1
1. Matti Mäki, Finland 2.06,29
2. Andrei Mihailov, Moldavien 2.06,97
3. Omar Pinzon, Colombia 2.07,26
4. Jurij Zaharov, Kirgizistan 2.10,45

#### Heat 2
1. Keng Liat Alex Lim, Malaysia 2.02,67
2. Derya Buyukuncu, Turkiet 2.02,69
3. Nicholas Neckles, Barbados 2.02,84
4. Volodimir Nikolajtjuk, Ukraina 2.03,21
5. Pavel Suskov, Litauen 2.03,54
6. Adam Mania, Polen 2.03,73
7. Ahmed Hussein, Egypten 2.04,82
8. Min Sung, Sydkorea 2.04,86

#### Heat 3
1. Nathaniel O Brien, Kanada 2.00,49 Q
2. Gordan Kozulj, Kroatien 2.00,94 Q
3. Arkadij Vjattjanin, Ryssland 2.01,09 Q
4. Tomomi Morita, Japan 2.01,19 Q
5. Patrick Murphy, Australien 2.01,26
6. Matt Welsh, Australien 2.01,73
7. Antonios Gkioulmpas, Grekland 2.04,30
8. Aschwin Wildeboer, Spanien 2.04,33

#### Heat 4
1. James Goddard, Storbritannien 1.57,96 Q
2. Gregor Tait, Storbritannien 1.59,35 Q
3. Bryce Hunt, USA 1.59,82 Q
4. Keith Beavers, Kanada 2.00,97 Q
5. Blaz Medvesek, Slovenien 2.01,13 Q
6. Jevgenij Alesjin, Ryssland 2.01,25
7. Cameron Gibson, Nya Zeeland 2.02,65
8. Viktor Bodrogi, Ungern 2.03,16

#### Heat 5
1. Aaron Peirsol, USA 1.57,33 Q
2. Markus Rogan, Österrike 1.58,06 Q
3. Razvan Florea, Rumänien 1.58,81 Q
4. Simon Dufour, Frankrike 1.59,52 Q
5. Jorge Sanchez, Spanien 2.00,10 Q
6. Emanuele Merisi, Italien 2.00,10 Q
7. Rogerio Romero, Brasilien 2.00,60 Q
8. Rui Yu, Kina 2.04,51

### Semifinal

#### Heat 1
1. James Goddard, Storbritannien 1.57,25 Q
2. Razvan Florea, Rumänien 1.58,20 Q
3. Simon Dufour, Frankrike 1.58,96 Q
4. Tomomi Morita, Japan 1.59,.52 Q
5. Gordan Kozulj, Kroatien 1.59,61
6. Arkadij Vjattjanin, Ryssland 1.59,80
7. Jorge Sanchez, Spanien 2.00,12
8. Nathaniel O Brien, Kanada 2.00,13

#### Heat 2
1. Aaron Peirsol, USA 1.55,14 Q Olympic Record
2. Markus Rogan, Österrike 1.57,50 Q
3. Gregor Tait, Storbritannien 1.58,75 Q
4. Blaz Medvesek, Slovenien 1.59,37 Q
5. Bryce Hunt, USA 1.59,74
6. Keith Beavers, Kanada 1.59,98
7. Rogerio Romero, Brasilien 2.00,48
8. Emanuele Merisi, Italien 2.00,83

### Final
1. Aaron Peirsol, United States 1.54,95 Olympiskt rekord
2. Markus Rogan, Österrike 1.57,35 Österrikiskt rekord
3. Razvan Florea, Rumänien 1.57,56
4. James Goddard, Storbritannien 1.57,76
5. Tomomi Morita, Japan 1.58,40 Asiatiskt rekord
6. Simon Dufour, Frankrike 1.58,49
7. Gregor Tait, Storbritannien 1.59,28
8. Blaz Medvesek, Slovenien 2.00,06

## Tidigare vinnare

### OS
- 1896 i Aten: Ingen tävling
- 1900 i Paris: Ernst Hoppenberg, Tyskland – 2.47,0
- 1904 – 1960: Ingen tävling
- 1964 i Tokyo: Jed Graef, USA – 2.10,3
- 1968 i Mexico City: Roland Matthes, DDR – 2.09,6
- 1972 i München: Roland Matthes, DDR – 2.02,82
- 1976 i Montréal: John Naber, USA – 1.59,19
- 1980 i Moskva: Sándor Wladár, Ungern – 2.01,93
- 1984 i Los Angeles: Rick Carey, USA – 2.00,23
- 1988 i Seoul: Igor Poljanskij, Sovjetunionen – 1.59,37
- 1992 i Barcelona: Martín López-Zubero, Spanien – 1.58,47
- 1996 i Atlanta: Brad Bridgewater, USA – 1.58,54
- 2000 i Sydney: Lenny Krayzelburg, USA – 1.56,76

### VM
- 1973 i Belgrad: Roland Matthes, DDR – 2.01,87
- 1975 i Cali, Colombia: Zoltan Verraszto, Ungern – 2.05,05
- 1978 i Berlin: Jesse Vassallo, USA – 2.02,16
- 1982 i Guayaquil, Ecuador: Rick Carey, USA – 2.00,82
- 1986 i Madrid: Igor Poljanskij, Sovjetunionen – 1.58,78
- 1991 i Perth: Martín López-Zubero, Spanien – 1.59,52
- 1994 i Rom: Vladimir Selkov, Ryssland – 1.57,42
- 1998 i Perth: Lenny Krayzelburg, USA – 1.58,84
- 2001 i Fukuoka, Japan: Aaron Peirsol, USA – 1.57,13
- 2003 i Barcelona: Aaron Peirsol, USA – 1.55,92